# Bisetifer
Bisetifer Tanasevič, 1987 è un genere di ragni appartenente alla famiglia Linyphiidae.

## Distribuzione
L'unica specie oggi nota di questo genere è stata reperita in Russia (Circondario federale del Caucaso Settentrionale e Circondario federale meridionale); in Georgia e Azerbaigian

## Tassonomia
A maggio 2011, si compone di una specie:
- Bisetifer cephalotus Tanasevič, 1987[3] — Russia, Georgia, Azerbaigian